# Karl Lindman (fysiker)
Karl Ferdinand Lindman, ofta skrivet Karl F. Lindman, född 17 juni 1874 i Ekenäs, död 14 februari 1952 i Åbo, var en finländsk fysiker.
Lindman blev student 1892 och filosofie licentiat 1902. Han var 1899–1902 assistent till Otto Wiener i Leipzig. Lindman var 1903–1907 äldre lektor i matematik och fysik vid de finska lyceerna i Kuopio och Tavastehus och var 1907–1918 äldre lektor i matematik, fysik och kemi vid Svenska normallyceet i Helsingfors. Han blev 1909 docent och var 1918–1942 professor i fysik vid Åbo Akademi, vars prorektor han var 1921–1929. 
Hans licentiatavhandling handlade om de elektriska vågorna, och han skrev flera andra arbeten om dem samt om elektromagnetiska vågor. Han anges ha varit den förste som påvisade så kallad kiralitet hos vissa medier för elektromagnetiska vågor, vilket långt senare kommit att få många tillämpningar inom mikrovågsteknik.
Lindman var även verksam inom akustiken (fonetiska frågor) och skrev läroböcker i astronomi, fysik och kemi.
År 1991 tillägnades den årliga konferensen "National Convention on Radio Science" i Finland Karl F. Lindman, och en föreläsningssal i Åbo Akademi namngav efter honom.